# Campeonato Sul-Americano de Rugby Seven Feminino de 2004
O Campeonato Sul-Americano de Rugby Seven Feminino de 2004 foi a primeira edição deste torneio. O torneio foi realizado em Barquisimeto, no Venezuela e foi vencido pelo Brasil.

## Seleções participantes
- Argentina
- Brasil
- Chile
- Colômbia
- Paraguai
- Peru
- Uruguai
- Venezuela

## Jogos
| Data                | Grupo A           | Grupo A           | Grupo A           |
| ------------------- | ----------------- | ----------------- | ----------------- |
| 20 de Abril de 2004 | Colômbia          | 32-0              | Paraguai          |
| 20 de Abril de 2004 | Brasil            | 33-0              | Uruguai           |
| 20 de Abril de 2004 | Colômbia          | 15-5              | Uruguai           |
| 20 de Abril de 2004 | Brasil            | 55-0              | Paraguai          |
| 20 de Abril de 2004 | Uruguai           | 20-0              | Paraguai          |
| 20 de Abril de 2004 | Brasil            | 42-0              | Colômbia          |
| Data                | Grupo B           | Grupo B           | Grupo B           |
| 20 de Abril de 2004 | Venezuela         | 41-0              | Chile             |
| 20 de Abril de 2004 | Argentina         | 56-5              | Peru              |
| 20 de Abril de 2004 | Chile             | 10-7              | Peru              |
| 20 de Abril de 2004 | Venezuela         | 20-10             | Argentina         |
| 20 de Abril de 2004 | Argentina         | 29-0              | Chile             |
| 20 de Abril de 2004 | Venezuela         | 60-0              | Peru              |
| Data                | Semifinais Bronze | Semifinais Bronze | Semifinais Bronze |
| 21 de Abril de 2004 | Uruguai           | 24-0              | Peru              |
| 21 de Abril de 2004 | Chile             | 10-5              | Paraguai          |
| Data                | Semifinais Ouro   | Semifinais Ouro   | Semifinais Ouro   |
| 21 de Abril de 2004 | Venezuela         | 22-0              | Colômbia          |
| 21 de Abril de 2004 | Brasil            | 33-0              | Argentina         |
| Data                | Final 7º e 8º     | Final 7º e 8º     | Final 7º e 8º     |
| 21 de Abril de 2004 | Paraguai          | 27-0              | Peru              |
| Data                | Final Bronze 5º   | Final Bronze 5º   | Final Bronze 5º   |
| 21 de Abril de 2004 | Uruguai           | 10-7              | Chile             |
| Data                | Final Prata 3º    | Final Prata 3º    | Final Prata 3º    |
| 21 de Abril de 2004 | Colômbia          | 5-0               | Argentina         |
| Data                | Final Ouro        | Final Ouro        | Final Ouro        |
| 21 de Abril de 2004 | Brasil            | 15-12             | Venezuela         |

## Campeão
| Campeonato Sul-Americano de Rugby Seven Feminino de 2004 |
| -------------------------------------------------------- |
| BRASIL Campeão (1º título)                               |